# DeepSeek
DeepSeek je kitajsko zagonsko podjetje, specializirano za razvoj naprednih langovnih modelov in umetne inteligence. Podjetje je januarja 2025 pridobilo mednarodno pozornost z izdajo modela DeepSeek R1, ki tekmuje s podobnimi sistemi z umetno inteligenco podprtih klepetalnikov, kot npr. ChatGPT podjetja OpenAI. Podjetje v celoti financira kitajski sklad tveganih naložb High-Flyer, pri čemer imata obe podjetji sedež v Hangdžovu.

## Zgodovina
Leta 2015 je bil sklad High-Flyer ustanovljen s strani treh inženirjev Univerze v Džedžjangu, ki so med svetovno finančno krizo 2007–2008 kot študenti pridobili prve izkušnje s trgovanjem na borzi. High-Flyer se je hitro uveljavil kot inovativni akter v finančnem sektorju, saj je uporabljal strojno učenje za optimizacijo trgovalnih strategij in razvil model umetne inteligence za visokofrekvenčno trgovanje. Leta 2021 je Liang Wenfeng, eden od treh ustanoviteljev High-Flyerja, začel raziskovalno skupino za temeljne raziskave umetne inteligence, ki jo je financiral High-Flyer kot stranski projekt.
Aprila 2023 je Liang Wenfeng objavil, da bo raziskovalno skupino ločil in ustanovil neodvisno podjetje za umetno inteligenco, imenovano DeepSeek. Cilj podjetja naj bi bil razvoj in komercializacija univerzalne umetne inteligence na podlagi lastnega velikega jezikovnega modela.
DeepSeek si prizadeva zagotoviti zmogljivo in konkurenčno alternativo tujim rešitvam umetne inteligence ter hkrati okrepiti tehnološko suverenost Kitajske. Že v zgodnji fazi delovanja je podjetje pridobilo znatno finančno podporo iz kitajske tehnološke industrije in državnih inovacijskih programov. Po besedah Lianga Wenfenga bodo raziskovalni rezultati in modeli podjetja vedno objavljeni pod odprtokondnimi licencami.
V luči ameriških izvoznih omejitev proti Kitajski, ki omejujejo uvoz zmogljivih pospeševalnikov za treniranje umetne inteligence, so bili ustvarjeni dodatni spodbujevalni mehanizmi za razvoj bolj učinkovitih modelov umetne inteligence.
Ko so mediji razkrili zmogljivosti modela DeepSeek pri relativno nizkih investicijah, so konec januarja 2025 delnice številnih zahodnih tehnoloških podjetij upadle za 5 do 30 odstotkov.

## Tehnologija
20. januarja 2025 je DeepSeek predstavil veliki jezikovni model DeepSeek-R1, ki temelji na tehnologijah strojnega učenja in uporablja arhitekturo, primerljivo z obstoječimi transformerskimi modeli.
DeepSeek-R1 je bil objavljen pod licenco MIT, ki dovoljuje tako komercialno kot akademsko uporabo brez omejitev. S tem se podjetje razlikuje od številnih lastniških sistemov umetne inteligence, ki so omejeni z restriktivnimi licencami. Dostop je mogoč prek več načinov: aplikacije, spletnega vmesnika in programskega vmesnika (API).